# Dorcadion chopardi
Dorcadion chopardi là một loài bọ cánh cứng trong họ Cerambycidae.